# Alberto Martorell
Alberto Martorell Otzet (Madrid, Comunidad de Madrid, España, 13 de marzo de 1916 - Barcelona, Cataluña, España, 22 de noviembre de 2011) fue un futbolista español. Jugaba de portero. Toda su carrera deportiva transcurrió en el RCD Español, equipo con el que ganó una Copa del Generalísimo.

## Trayectoria
- Categorías inferiores RCD Español
- 1933-45 RCD Español

## Palmarés
| Título                | Club        | País   | Año  |
| --------------------- | ----------- | ------ | ---- |
| Copa del Generalísimo | RCD Español | España | 1940 |

## Internacionalidades
- 4 veces internacional con España.
- Debutó con la selección española en Valencia el 28 de diciembre de 1941 contra Suiza.